# Kimmo Rintanen
Kimmo Rintanen (n. 7 august 1973, Rauma, Turku and Pori Province⁠(d), Finlanda) este un jucător de hochei pe gheață ce a reprezentat Finlanda, medaliat olimpic. A participat la o ediție a Jocurilor Olimpice (1998) în care a câștigat o medalie de bronz.